# Ivan Pařík
Ivan Pařík (* 22. November 1945) ist ein tschechischer Dirigent und Hochschullehrer.

## Leben
Ivan Pařík ist der Sohn des Dirigenten und Pianisten Otakar Pařík (1901–1955) und der Opernsängerin Marie Paříková (1909–1999). Er studierte ab 1968 Dirigieren bei Hans Swarowsky an der Hochschule für Musik und darstellende Kunst in Wien (Abschluss 1970) und bis 1971 an der Akademie der musischen Künste in Prag. Er absolvierte Praktika an der Bayerischen Staatsoper 1980 und bei den Bayreuther Festspielen 1982. Er war Dirigent an der Volksoper Wien, am Nationaltheater Prag, an der Staatsoper Prag, am Nationaltheater Brünn und am Slowakischen Nationaltheater Bratislava.
Pařík war Chefdirigent der Oper in Ostrava (1991–1992), des Kärntner Sinfonieorchesters in Klagenfurt (1992–1997) und der Oper in Plzeň (2006–2012).
Von 1990 bis 2013 war Pařík Dirigent und Musikdirektor bei den Opern Air Festspielen in Gars am Kamp. Er leitet als Gastdirigent Konzerte und Opern in vielen Ländern. Daneben wirkt er bei CD-, Rundfunk- und TV-Einspielungen mit. Er war von 1998 bis 2011 Ordentlicher Universitätsprofessor an der Universität für Musik und darstellende Kunst Wien und unterrichtet an der Fakultät für Musik und Tanz (AMU) in Prag.
Er ist spezialisiert auf Mozart sowie Janáček, Dvořák, Smetana und Martinů.